# 부르고뉴 전쟁
부르고뉴 전쟁은 부르고뉴 공작과 프랑스 왕 사이에서 벌어진 일련의 전쟁으로 이후 구스위스 연방도 참여하여 이 전쟁에서 결정적인 역할을 해내었다.
1474년 개전해 몇 년의 시간이 흐른 뒤 부르고뉴 공작 용담공 샤를은 1477년 낭시 전투에서 크게 패하고 전장에서 전사했다. 부르고뉴 공국과 기타 부르고뉴 영지는 프랑스 왕국에 병합되었으나, 부르고뉴령 네덜란드와 프랑슈콩테는 샤를의 딸 부르고뉴의 마리가 상속받고, 그녀가 신성로마제국의 막시밀리안 1세와 결혼한 뒤 사망했기 때문에 최종적으로 합스부르크 가의 영지가 되었다.

## 시대배경

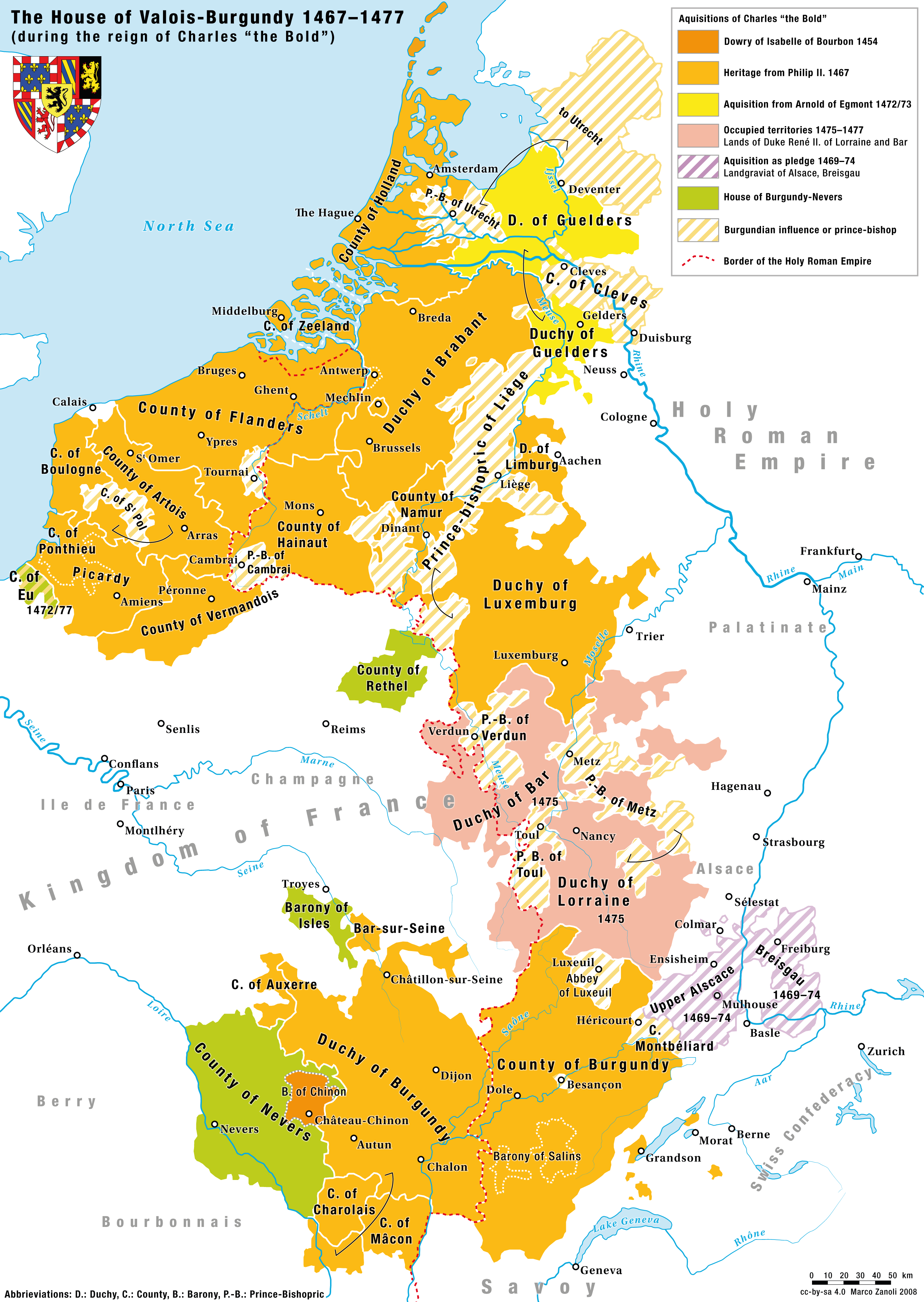
용담공 샤를의 치세 기간 발루아-부르고뉴 왕가의 영토

부르고뉴 공작들은 신성로마제국과 프랑스 왕국이 지배를 확립할 때까지 약 100년 이상에 걸쳐 영화를 지속했다. 공국은 본거지인 프랑슈콩테와 부르고뉴 공국의 기타 플랑드르 및 브라반트, 룩셈부르크란 경제력이 풍부한 지역을 소유하고 있었다.
일반적으로 부르고뉴 공작들은 확장정책을 채택해 특히 알자스와 로렌의 획득에 적극적이어서 지리적으로 남북으로 떨어진 영지를 하나로 합치는 것이 목표였는데 백년전쟁에서 부르고뉴 공작은 잉글랜드측에 참가해 프랑스 왕과는 이미 대립하였다.
샤를의 라인 강으로 진출은 합스부르크 가문 특히 신성로마제국 프리드리히 3세와의 다툼의 원인이 되었다.

## 대립

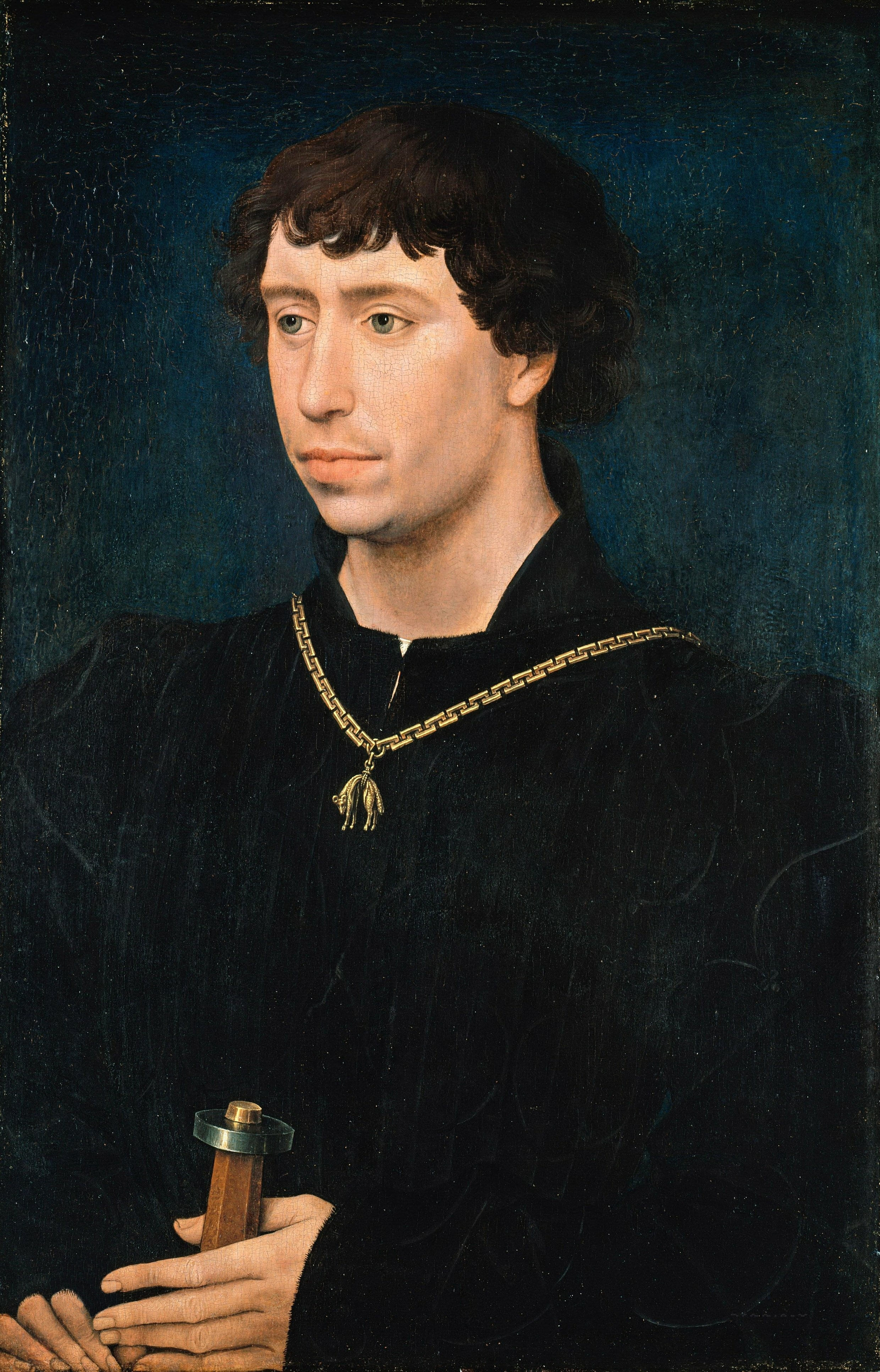
용담공 샤를, 당대의 초상화, 로히어르 판 데르베이던의 작품

1469년 처음엔 합스부르크의 지그문트 공작은 부르고뉴 공작 용담공 샤를과 함께 Eidgenossen(혹은 스위스 연방)의 확대를 막기 위해 알자스에 있던 자신의 영지를 담보로 부르고뉴 공작에게 양도했다.
그러나 샤를의 라인강 서쪽과의 관계는 지그문트가 바라던 스위스를 공격하는 동기가 되지 못했다. 샤를은 바젤 및 스트라스부르, 뮐루즈 등의 도시에 대항해 통상 금지령을 지방 행정관(reeve) 페터 폰 헤겐바흐에게 실행하게 했다.
헤겐바흐는 압정을 펼쳤기 때문에 부르고뉴에 대해 도시 주민의 반감은 강해지게 되었고, 도시는 베른에게 구원을 요청했다. 샤를의 확장 전략은 1473년~1474년에 걸쳐 이루어진 쾰른 대주교에 대한 공격, 노이스 공성전의 실패로 처음으로 좌절되었다.
1474년 지기문트는 스위스와 화평을 획책하고, 콘스탄츠에서 후에 "영구협정"(Ewige Richtung)이라고 부르는 협정을 맺었다. 또 한편 지그문트는 샤를에게 양도한 영지를 도로 구입하려 했으나 이것은 거절당했다. 같은 해 4월 30일 알자스에서 반 부르고뉴파에게 사로잡힌 헤겐바흐가 참수형에 처해졌다.
알자스 및 스위스의 도시와 지그문트는 결속하여 "대부르고뉴 동맹"을 맺고, 같은해 11월 13일 에리쿠르 전투에서 승리해 프랑슈콩테의 쥐라 (Jura)를 정복했다. 다음 해 1475년 베른군이 샤를과 동맹관계에 있던 사보이아 공국의 보 지방을 정복해 파괴했다.
발레에서는 1475년 11월 플란타 전투에서 독립공화국 지벤 젠덴(Sieben Zenden)이 베른군 및 기타 동맹국의 도움에 의해 사보이아인을 저지 발레에서 몰아냈다.
1476년 3월 샤를은 보복을 위해 사보이아의 피에르 드 로몽의 영지 그랑송으로 진군했다. 이곳은 같은해 1월 부르고뉴 군이 공략할 때 항복한 스위스 병사를 본보기를 위해 교수형에 처하고, 호수에 익사시켰던 인연이 있는 땅이었다.
스위스 동맹군이 수일 후 이곳에 도착했고, 그랑송 전투에서 샤를은 뼈아픈 패배를 겪었다. 그는 전장에서 물러날 여유를 얻지 못해, 대포 및 많은 식량, 보물을 남기고 철수하였다. 새로운 군대를 편성하였으나 샤를은 다시 모라 전투에서 스위스 군에게 패배했다.
1477년 샤를은 낭시 전투에서 로렌 공작 르네 2세가 이끄는 로렌 군과 그를 따르는 스위스 병사와 교전하다 전사했다.

## 전쟁의 영향
샤를의 죽음으로 부르고뉴 공작 가문(발루아부르고뉴 가)의 남자는 맥이 끊겼다. 부르고뉴 공국의 영토인 플랑드르는 오스트리아의 대공 막시밀리안이 훗날 신성 로마 제국 황제가 되고, 샤를의 딸 마리와 결혼함으로써 마리의 사후 합스부르크 가문 영지가 되었다.
부르고뉴 공작령은 루이 11세가 다스리는 프랑스에 귀속되었고 프랑슈콩테도 프랑스에 병합되었으나 1493년 상리스 조약에 의해 프랑스 왕 샤를 8세로부터 막시밀리안 1세의 아들 단려공 필리프에게 양도되었다. 이것은 샤를 8세의 이탈리아 침략 때 막시밀리안 1세에게 중립의 입장을 지키게 하기 위한 매수공작이었다.
또한 당시 유럽 최강이라고 널리 알려졌던 부르고뉴 군에게 승리한 것에서 스위스는 거의 무적이라는 명성을 얻었다. 부르고뉴 전쟁은 유럽의 전장에서 스위스 용병의 평가를 특출 나게 만들었다.

## 추가 문헌
- Vaughan, Richard (1973). 《Charles the Bold: The Last Valois Duke of Burgundy》. London: Longman Group. ISBN 0582502519..
- (독일어) Deuchler, Florens (1963). 《Die Burgunderbeute: Inventar der Beutestücke aus den Schlachten von Grandson, Murten und Nancy 1476/1477》. Bern: Verlag Stämpfli & Cie..

## 같이 보기
- 분류:부르고뉴 전쟁의 전투